# Shelter (groupe)
Shelter est un groupe de punk hardcore et hardcore mélodique américain. Il est formé par Ray Cappo, ancien membre du groupe Youth of Today. Le style musical de Shelter mélange musique indienne et punk hardcore.

## Biographie
Shelter est formé en 1990 par Ray Cappo, ancien membre du groupe Youth of Today. Les paroles étant orientées vers Krishna et la langue hindou, le style musical du groupe est souvent catégorisé de krishnacore.
Leur premier album studio, Perfection of Desire, est publié la même année, et produit par Don Fury. L'album est axé dans le style musical Youth of Today. Tom Capone est recruté par la suite à la guitare. Quest for Certainity (1992), contrairement au précédent opus, est classé hardcore mélodique et hard rock américain. Il est suivi par les albums Attaining the Supreme et Mantra en 1995 au label Roadrunner Records. L'album comprend des éléments de hardcore et pop-punk dans la veine de The Offspring et Green Day. Le clip de Here We Go Again est diffusé sur MTV.
En 2001, le groupe publie l'album The Purpose, The Passion. En 2002, avec un nouveau batteur et un nouveau guitariste, le groupe tourne en Europe et sur la côte Est des États-Unis en soutien à The Purpose, The Passion avant de se mettre en pause. En 2005, Ray Cappo enregistre un nouvel album de 11 chansons intitulé Eternal.  Eternal est publié en mai 2006 au label Good Life Recordings.
Shelter joue deux concerts en 2011 à Göteborg, en Suède, le 16 juin, et Reading, PA, le 26 juin.

## Discographie
- 1994 : Perfection of Desire
- 1995 : Attaining the Supreme
- 1995 : Mantra
- 1997 : Whole Wide World (EP)
- 1997 : Beyond Planet Earth
- 1998 : Quest for Certainty
- 2000 : When 20 Summers Pass
- 2001 : The Purpose, The Passion
- 2006 : Eternal